# Hanna Henning
Hanna Henning (* 16. August 1884 als Johanna Julie Adelheid Elfriede von Koblinski in Cannstatt; † 12. Januar 1925 in Berlin) war eine deutsche Drehbuchautorin, Filmregisseurin und Filmproduzentin.

## Leben und Wirken
Die Tochter des Versicherungsunternehmers Guido von Koblinski und seiner Frau Elfriede, geborene Gießmann, war 1907/08 an der Herzoglichen Hofoper des Herzoglichen Hoftheaters in Dessau als Sängerin engagiert. Den Namen Henning trug sie seit einer frühen, nach kurzer Zeit geschiedenen Ehe mit dem Mühlenbesitzer Hans Henning.
Ihr Regiedebüt hatte Hanna Henning 1911 in einer Produktion der in Berlin ansässigen Deutschen Bioscop GmbH. Mit den beiden Darstellern dieses „Tonbildes“ – Ally Kay und „Bubi“ Josef Roemer – arbeitete sie in den folgenden Jahren immer wieder zusammen, oft bei der Badner & Co. Bubifilm, bei deren Produktionen sie bis 1917 Regie führte und Drehbücher schrieb. 1915 gründete sie eine eigene Firma (Hanna Henning-Film; 1917/18 Bubifilm Henning & Co. GmbH). Ihr erster längerer Film war das dreiaktige Melodrama Im Banne des Schweigens (1916) mit May Henkel und Josef Roemer. Für ihren filmischen Spendenaufruf Mutter (1917) erhielt Hanna Henning das Verdienstkreuz für Kriegshilfe.
Nachdem die Zeitung Der Film 1918 Iwa Raffay als erste deutsche Regisseurin bezeichnet hatte (Nr. 24), erhob Hanna Henning dagegen Einspruch in einer ganzseitigen Anzeige (Nr. 27).
Von 1918 an arbeitete sie nur noch vereinzelt als Produzentin; umso häufiger führte Hanna Henning für andere Firmen Regie bzw. schrieb die Drehbücher. 1919 realisierte sie bei der Berliner Segall-Film ihren ersten großen Spielfilm, das Dreiecksdrama Die Siebzehnjährigen, mit Hanni Weisse und Kurt Vespermann in den Hauptrollen. 1919/20 folgte Das große Licht (mit Emil Jannings), 1921 Die Furcht vor dem Weibe (mit Otto Gebühr) und Am roten Kliff (mit Fritz Kortner). Zur gleichen Zeit begann sie auch mit der Produktion von Dokumentarfilmen.
Im Juli 1924 gründete sie mit dem Chemnitzer Theaterdirektor Gerhard Kroog die Produktionsgesellschaft Nordeuropäische Film-Compagnie GmbH, kurz Nordrop genannt. Schon nach wenigen Monaten musste ein Gläubiger-Ausschuss gebildet werden, da die Firma ihre Rechnungen nicht mehr begleichen konnte. Den drohenden Konkurs erlebte Hanna Henning nicht mehr, sie starb am 12. Januar 1925 im Krankenhaus Westend.

## Filmografie
- 1911: Weil ich dich liebe – Regie
- 1915: Unverstanden. Die Tragödie eines Kindes – Regie, Drehbuch
- 1915: Sein Schutzengel – Regie, Produzentin
- 1915: Onkels Erbe – Regie, Produzentin
- 1916: Millionär Bubi – Regie
- 1916: Meissner Porzellan – Regie
- 1916: Im Banne des Schweigens – Regie, Drehbuch
- 1916: Einer für drei – Regie, Produzent, Drehbuch
- 1916: Die Zaubergeige  – Regie, Drehbuch
- 1916: Bubi muß Geld verdienen – Regie, Produzent
- 1916: Bubi macht nicht mehr mit – Regie
- 1916: Bubi ist eifersüchtig – Regie, Drehbuch
- 1916: Bubi als Heiratsvermittler – Regie
- 1917: Wie Bubi Detektiv wurde – Regie, Drehbuch
- 1917: Unser Krümelchen  – Regie, Produzent
- 1917: Spitzenchristel – Regie, Produzent
- 1917: Sie weiß, was sie will – Regie
- 1917: Mutter – Regie, Drehbuch
- 1917: Für sie tut Bubi alles – Regie, Produzent
- 1917: Fräulein Schwindelmeier – Regie, Drehbuch
- 1917: Bubi und das Wunderschwein – Regie, Produzent
- 1917: Auch sie war ein Jüngling – Regie, Produzent
- 1917/1918: Krümelchen weiß sich zu helfen – Regie
- 1918: Ally schippt – Regie, Produzent
- 1918: Wenn die rote Heide blüht – Regie
- 1918: Unter der Peitsche des Geschickes – Regie
- 1918: Krümelchens erste Liebe – Regie, Produzent
- 1918: Bubi, der Tausendsassa – Regie, Drehbuch
- 1918: Arme kleine Helga – Regie, Drehbuch
- 1918: Am Glück vorbei – Regie
- 1919: Triumph des Lebens – Regie
- 1919: Seine Liebe war mein Tod – Regie
- 1919: Die Siebzehnjährigen – Regie, Drehbuch
- 1919: Das große Licht – Regie, Drehbuch
- 1919: Bubi macht Konkurrenz – Regie
- 1920: Ein Augenblick, gleich fertig – Regie, Produzent
- 1920: Die Mitternachtsgöttin – Regie
- 1920: Der Todfeind – Regie
- 1920: Der Dämon von Kolno – Regie, Drehbuch
- 1921: Die Furcht vor dem Weibe – Regie, Drehbuch
- 1921: Am roten Kliff – Regie, Drehbuch
- 1924: Sport tut not – Regie, Produzentin

## Ehrung
In Stuttgart-Bad Cannstatt wurde im NeckarPark, einem neuen Wohn- und Gewerbegebiet, eine Straße nach Hanna Henning benannt.